# Before I Go to Sleep
Before I Go to Sleep (Brasil: Antes de Dormir / Portugal: Antes de Adormecer) é um filme de mistério de suspense psicológico de 2014 coproduzido pelo Reino Unido, Estados Unidos, Suécia e França sobre uma mulher que após sofrer um acidente de carro, acorda recorrentemente sem memória. Foi escrito e dirigido por Rowan Joffé e baseado no romance de 2011 Before I Go to Sleep de S. J. Watson. O filme é estrelado por Nicole Kidman, Mark Strong, Colin Firth e Anne-Marie Duff.

## Sinopse
Christine Lucas acorda ao lado de um homem que ela não conhece. O homem explica que é o marido dela, Ben, e que ela sofreu graves danos cerebrais em um acidente de carro dez anos antes, fazendo com que ela não tivesse nenhuma lembrança de sua vida desde os vinte e poucos anos.
Christine recebe tratamento de Mike Nasch, um neuropsicólogo , que lhe dá uma câmera para registrar seus pensamentos e progredir a cada dia. Ele também liga para ela todas as manhãs para lembrá-la de assistir ao vídeo na câmera, mas a instrui a manter a câmera escondida de Ben. Nasch revela que sua perda de memória ocorreu depois que ela foi atacada e deixada para morrer perto de um hotel do aeroporto; ambos supõem que Ben diz a Christine que foi devido a um acidente de carro para evitar perturbá-la.
Ao longo de seu tratamento, Christine se lembra vagamente de uma mulher ruiva chamada Claire. Ben diz a ela que Claire era uma amiga que não aguentou a condição de Christine e encerrou o contato com ela. Mais tarde, Christine lembra que tem um filho, Adam. Ela com raiva confronta Ben sobre esconder seu filho, mas ele diz que Adam morreu de meningite quando tinha oito anos. Christine também se lembra do nome Mike e acredita que pode ser o nome de seu agressor, o que ela conta a Nasch durante uma consulta. Ele a abraça para confortá-la e quase a beija, mas ela se afasta e então percebe em seu crachá que seu primeiro nome é Mike. Cristina foge. Mais tarde, Nasch diz a Christine que não é mais capaz de tratá-la porque desenvolveu sentimentos por ela.
Christine descobre que, vários anos após seu ataque, Ben a colocou em uma casa de repouso e se divorciou dela, então mudou de ideia e a trouxe para casa para morar com ele. Ela também descobre que Claire estava tentando contatá-la na unidade de saúde. Christine obtém o número de telefone de Claire e a conhece. Claire revela que Christine teve um caso antes de seu ataque, enquanto Ben e Claire tiveram um único encontro sexual após o ataque, devido à dor compartilhada pela perda de memória de Christine.
Claire dá a Christine uma carta escrita para ela por Ben; ele pediu a Claire que o entregasse a Christine, caso ela estivesse bem o suficiente para lê-lo. Na carta, Ben diz a Christine que a ama, mas que teve que deixá-la por causa de Adam, pois começou a ter medo dela. Christine mostra a Ben os vídeos que ela fez na câmera digital. No entanto, Ben furiosamente acusa Christine de ter um caso com Nasch, bate nela e sai furioso. Mais tarde, por telefone, Claire informa a Christine que Ben afirma não ter visto Christine há vários anos. Christine descreve o Ben com quem está morando e eles percebem que ele não é Ben. Enquanto ela tenta escapar de casa, "Ben" a deixa inconsciente.
Na manhã seguinte, Christine acorda novamente sem memória, mas encontra a câmera e vê sua entrada dizendo que ama "Ben" e quer construir uma vida com ele. "Ben" liga para Christine e diz a ela para fazer as malas para uma viagem naquela noite. Ele então visita Nasch e diz a ele para ficar longe de Christine. Naquela noite, "Ben" a leva a um hotel perto de onde ela foi encontrada após o ataque. Ele revela que é Mike, o homem com quem ela teve um caso. Christine então lembra que Mike queria que Christine revelasse seu caso a Ben, mas Christine recusou e sua discussão culminou com Mike atacando Christine violentamente, resultando em sua amnésia. Mike apaga os vídeos da câmera dela e afirma que não está mais interessado em fazer o papel de Ben. Ele diz a Christine que eles viverão juntos ou ninguém viverá. Outra luta começa, mas desta vez Christine consegue escapar. Ela aciona o alarme de incêndio do hotel, foge e é vista contando sua história para a câmera enquanto espera em uma ambulância.
Christine acorda em uma cama de hospital e é visitada por Nasch, desta vez como amiga e não como sua terapeuta. Ele garante a ela que o homem responsável por sua condição foi preso. Ele diz a Christine que ela tem visitas e que espera que a visita proporcione o avanço que eles esperavam. O verdadeiro Ben aparece com Adam, que está vivo. As memórias de Christine começam a voltar quando ela vê seu filho.

## Elenco
- Nicole Kidman[8] como Christine Lucas
- Colin Firth[9] como Mike/Ben
- Mark Strong[10] como Mike Nasch
- Anne-Marie Duff[9] como Claire
- Dean-Charles Chapman como Adam
- Jing Lusi como enfermeira Kate
- Rosie MacPherson como Emily
- Ben Crompton como zelador do armazém
- Adam Levy como Ben Lucas
- Gabriel Strong como menino de bike
- Flynn MacArthur como menino no sonho
- Hannah Blamires como mãe no parque
- Bern Collaço como doutor
- Chris Cowlin como oficial de polícia
- Laraine Dix como paciente do hospital
- Llewella Gideon como enfermeira psiquiátrica
- Kevin Hudson como homem de bicicleta
- Steve Munroe como almoxarife
- Nick Turner como amigo de Claire

## Produção
Em 1º de maio de 2011, Ridley Scott comprou os direitos do romance Before I Go to Sleep escrito por S. J. Watson e contratou Rowan Joffé para dirigir e escrever o roteiro. Em fevereiro de 2012, Nicole Kidman estava em negociações para se juntar ao filme; mais tarde, em maio, ela se juntou para estrelar como Christine. Em 31 de outubro de 2012, Mark Strong também se juntou ao elenco do filme. De acordo com o The Hollywood Reporter em 16 de novembro de 2012, Kidman disse que queria que Colin Firth trabalhasse com ela novamente. Eles já haviam trabalhado juntos no drama The Railway Man. Em 6 de fevereiro de 2013, foi confirmado que Firth se juntou ao elenco para estrelar com Kidman.
O filme foi rodado em Londres e no Twickenham Studios.

## Lançamento
O filme foi lançado no Reino Unido em 5 de setembro de 2014 e nos Estados Unidos em 31 de outubro de 2014.

### Marketing
Em 3 de julho de 2014, o primeiro trailer do filme no Reino Unido foi lançado pelo StudioCanal UK.

### Recepção critica
No agregador de críticas Rotten Tomatoes, o filme possui um índice aprovação de 37% com base em 118 comentários dos críticos que é seguido do consenso: "Se não evita completamente os clichês de suspense, Before I Go to Sleep ainda oferece uma diversão estilosa, rápida e bem atuada." No Metacritic, o filme tem uma pontuação de 41 de 100, com base em avaliações de 31 críticos, indicando "avaliações mistas ou médias".
Foi desfavoravelmente comparado com Memento, um filme lançado 14 anos antes. "O que o brilhante Memento usou uma vez como uma maneira de explorar uma maneira verdadeiramente inventiva de contar histórias é aqui apenas um truque. É superficial, é bobo, é simples. É ... esquecível", escreveu o New Jersey Star-Ledger. O quebra-cabeças de Christopher Nolan em 2000, Memento, estrelou Guy Pearce como um homem com uma doença semelhante. O filme anterior foi rigorosamente preso aos limites lógicos de sua premissa. O filme de Joffé está repleto de muitas contradições e situações implausíveis". escreveu The Philadelphia Inquirer.
O desempenho de Kidman foi recebido positivamente. Escrevendo para o Daily Star, o crítico Andy Lea disse em uma crítica positiva que "Kidman teve uma atuação arrepiante como a frágil, mas determinada Christine." David Edwards do Daily Mirror afirmou: "A protagonista Nicole Kidman não tem sido tão boa há anos", terminando com "Kidman está em sua melhor forma como a mulher nervosa e pontuda andando na corda bamba psicológica".